# Antifašističke borbe
La rue Antifašističke borbe (en serbe cyrillique : Антифашистичке борбе) ou rue de la lutte antifasciste est située à Belgrade, la capitale de la Serbie, dans la municipalité urbaine de Novi Beograd.

## Parcours
La rue Antifašističke borbe prend naissance au niveau du Bulevar Mihaila Pupina. Elle s'oriente vers le sud-ouest et traverse le Bulevar Zorana Đinđića puis le Bulevar Arsenija Čarnojevića (qui correspond à une partie de la route européenne E75) et le Bulevar Milutina Milankovića. Elle s'oriente ensuite vers le sud, juste avant de se terminer au carrefour des rues Jurija Gagarina et Savski Nasip.

## Architecture
L'église Saint-Siméon est situé au n° 2a de la rue.

## Éducation
Au no 75 se trouve l'école maternelle Pčelica.
Le Dixième lycée de Belgrade, dédicacé à Michael Idvorsky Pupin, est situé au n° 1a de rue Antifašističke borbe ; il a été créé en tant que lycée de filles en 1933.

## Économie
Dans la rue se trouve le centre commercial en plein air de Buvljak.

## Transports
La gare ferroviaire de Novi Beograd (Železnička stanica Novi Beograd) est située dans la rue.
La rue est par ailleurs desservie par plusieurs lignes de bus de la société GSP Beograd, soit les lignes 17 (Konjarnik – Zemun Gornji grad), 60 (Zeleni venac – Gare ferroviaire de Novi Beograd), 67 (Zeleni venac – Novi Beograd Blok 70a), 68 (Zeleni venac – Novi Beograd Blok 70), 89 (Vidikovac – Čukarička Padina – Novi Beograd Blok 61), 94 (Novi Beograd Blok 45 – Miljakovac I) et 95 (Novi Beograd Blok 45 – Borča III).
Plusieurs lignes de tramway parcourent aussi la rue : lignes 7 (Ustanička - Blok 45), 7 L (Tašmajdan - Blok 45), 9 (Banjica - Blok 45), 11 (Kalemegdan - Blok 45) et 13 (Blok 45 – Banovo brdo).